# ビッグ3 (日本のお笑いタレント)
ビッグ3（ビッグスリー、英称：BIG3）は、タモリ・ビートたけし・明石家さんまの3人を指す語。
『FNS27時間テレビ』や『タモリ・たけし・さんまBIG3 世紀のゴルフマッチ』など、BIG3の名称はフジテレビでの企画番組で使用されることが多かったが、その後各メディアでも同じように使用され、一般的に広く認知されている。

## 概説
1988年から1999年まで毎年、年末年始（1月1日 - 1月3日）に放送されていた、新春・特別番組『タモリ・たけし・さんまBIG3 世紀のゴルフマッチ』（フジテレビ系列）などで「BIG3」の呼称が使用された。
芸歴では、ビートたけし（1972年 - ） → 明石家さんま（1974年 - ） → タモリ（1975年 - ）の順番ではあるが、基本的に3人を並べて表記したり紹介する時には年齢順となり、タモリ（1945年生まれ） → たけし（1947年生まれ） → さんま（1955年生まれ）の順番となる。

## BIG3共演番組
- FNS27時間テレビ（1987年 - 1996年、2008年 - 2009年、2011年 - 2014年、フジテレビ系列）
  - FNSスーパースペシャル1億人のテレビ夢列島
  - 平成教育テレビ
  - 27時間テレビ
  - FNS27時間テレビ!!みんな笑顔のひょうきん夢列島!!
  - FNSの日26時間テレビ 2009 超笑顔パレード 爆笑!お台場合宿!!
  - FNS27時間テレビ めちゃ2デジッてるッ! 笑顔になれなきゃテレビじゃないじゃ〜ん!!
  - FNS27時間テレビ 笑っていいとも!真夏の超団結特大号!!徹夜でがんばっちゃってもいいかな?
  - FNS27時間テレビ 女子力全開2013 乙女の笑顔が明日を作る
  - 武器はテレビ。SMAP×FNS27時間テレビ

第1回放送の『FNSスーパースペシャル1億人のテレビ夢列島』に於いて、フライデー襲撃事件で逮捕・起訴され、長らく謹慎をしていたビートたけしが、判決確定・謹慎明け後に初めてテレビに復帰し、総合司会のタモリ・さんまと共演したことで大きな話題を呼んだ。
これをきっかけに『タモリ・たけし・さんまBIG3 世紀のゴルフマッチ』（フジテレビ系列）が始まることとなる。
27時間テレビでは、1990年 - 1996年の7年間、毎年日曜日昼に「BIG3」スペシャル企画が放送され、1996年まで継続された。「車庫入れ事件」（さんまの愛車を無断で拝借し、その目の前で破壊する）など、テレビ史に残る数々の伝説を残した。『ゴルフマッチ』とともに、「BIG3」の歴史を語る上でなくてはならない番組である（詳しくはリンク先を参照）。
2008年の『FNS27時間テレビ!!みんな笑顔のひょうきん夢列島!!』には『オレたちひょうきん族』（フジテレビ系列）の三宅恵介ディレクターの呼びかけで、12年ぶりに『FNSの日』に「BIG3」が出揃い（タモリは「笑っていいとも!増刊号生スペシャル」内の出演）、さんまやたけしは往年の衣装を揃えるなどして番組に貢献した。また「車庫入れ」も復活し、さんまと岡村隆史（ナインティンナイン）の愛車に鬼瓦権造（たけし）がペンキで落書きする、パフォーマンスが行われ、さんまも「誰か奴を止めなさい!」と叫ぶことでこれに応じた。
2009年には、たけしが深夜名物コーナー「さんま・中居の今夜も眠れない」に内包にされた企画「笑顔でポン!」に出演した。その放送回では、2009年の『FNSの日26時間テレビ 2009 超笑顔パレード 爆笑!お台場合宿!!』の総合司会・島田紳助（当時お笑いタレント）も出演しており、たけし・さんま・紳助という、ひょうきん族のメイン3人の共演が実現した。2008年・2009年・2011年・2013年・2014年はたけし・さんまは共演したが、タモリ・たけしの共演は実現していない。
2012年の深夜名物コーナー「さんま・中居の今夜も眠れない」の後半では、『FNSの日』として約16年振りに「BIG3」が揃い話題となった。
- タモリ・たけし・さんまBIG3 世紀のゴルフマッチ（1988年、1989年、1991年 - 1994年、1996年 - 1999年、フジテレビ系列）
  - バラエティ兼スポーツ（ゴルフ）番組。3人ともゴルフの腕は相当なものであり、また、様々な仕掛けや移動中などの会話も好評であった。
- 和田アキ子殺人事件（2007年、TBS系列）
  - スペシャルテレビドラマ。ただし「ビッグ3」間の絡みは無し。タモリが司会を務めたバラエティ番組『タモリのグッジョブ!胸張ってこの仕事』（毎日放送制作・TBS系列）放送終了以来、4年ぶりにTBS系列の番組に出演。
- 森田一義アワー 笑っていいとも!・笑っていいとも!増刊号（フジテレビ系列）
  - 1986年9月5日（金曜日）の『笑っていいとも!』の生放送で、オープニングにいいとも青年隊がテーマ曲「ウキウキWATCHING」を通常通り1フレーズ歌った後に、通常は総合司会のタモリが正面から登場するはずが、「サプライズ・スペシャルゲスト」としてたけしが登場した。遅れてタモリも登場し、たけしに「なにやってんの? 誰?」と質問、たけしは「B&Bですけど。『笑っている場合ですよ!』」とおどけてみせた。その後、当時金曜レギュラーのさんまも登場し、「立つ位置困るわー」と困り果てていた。
  - その結果、「BIG3」の共演が実現した（ただし、まだ当時はあまり、この3人が「BIG3」と言われていなかった時代のことであり、当時は年に1、2回はほぼ必ずBIG3の共演が番組で実現していた）。この時、当時の番組スタッフは、レギュラー陣のさんまどころか総合司会者のタモリにすら、たけしが『いいとも!』のスタジオアルタに来ることを知らせていなかったらしく、タモリがたけしに「何かあったのかと思った」と言うほど驚いていた。
  - また、『平成教育テレビ』（1992年）の前日には、タモリとさんまのトークコーナー「タモリ・さんまの日本一のホラ吹き野郎」に出演している。
  - 下記の通り、『いいとも!』レギュラー放送最終回の「テレフォンショッキング」にたけしが番組最後のテレフォンゲストとして出演したが、たけしは（実際には明日の放送はないものの）明日のお友達にさんまを紹介し、さんまの電話出演という形で3人が共演した。なお、さんまは当日夜の『笑っていいとも!グランドフィナーレ感謝の超特大号』にゲスト出演した。
- なるほどザ・春･秋の祭典スペシャル
  - 基本的には「ビッグ3」間の絡みは無し。タモリは「笑っていいとも!」チーム、たけし・さんまは「オレたちひょうきん族」チームとして出演。「オレたちひょうきん族」終了後は、タモリは引き続き「笑っていいとも!」チーム、さんまは「あっぱれさんま大先生」チーム、たけしは予選Bブロックの「平成教育委員会」の司会として、逸見政孝と共に出演。
- オレたちひょうきん族 （フジテレビ系列）
  - たけしとさんまのコント「THEタケちゃんマン」のコーナーにタモリがゲスト出演している。この時は、さんま扮するブラックデビルJr.がテレフォンショッキングに出演した設定で、たけし扮するタケちゃんマンが次のゲストとして紹介されるも、そこへ乱入してくるという内容のコントを行った（これがお笑いBIG3が3人揃って初共演した番組とされている）。

## 2人の共演
それぞれが大物で、レギュラー番組も多いため3人で共演することは少ない。そのため1人が欠けた状態で共演することも多い。

### タモリ・たけし
この2人が同じ番組で顔を合わせるのは、間にさんまを挟んだ場合がほとんどであり、2人だけの共演は数える程しかない。ただし、1970年代後半に面白グループを介した交流はあり、1980年代前半では、テレビ番組・ラジオ番組などで時々共演する場面も見られた。
- 第12回オールスターものまね王座決定戦（フジテレビ系列）
  - 1980年10月28日放送。タモリとたけしが審査員として登場し、テレビ番組で初共演。

- 元旦早々タモリで最高！（TBS系列）
  - 1982年1月1日放送。タモリ、たけし、竹下景子、大空真弓が共演。
- タモリ・たけしの笑いと涙の謹賀新年（TBS系列）
  - 正月特別番組。数回に分けて過去にゲスト等を呼んで放送されていた。
- 監獄ロック、トラブル
  - 1982年放送。タモリ、たけし、内田裕也が共演。
- 和田アキ子だ!文句あっか!
  - 1984年放送。タモリ、たけし、和田アキ子、山城新伍が共演。
- 森田一義アワー 笑っていいとも!・笑っていいとも!増刊号（フジテレビ系列）
  - 「テレフォンショッキング」のトークコーナーに、たけしが（1982年11月16日・1988年11月24日・2012年10月1日、2014年3月31日）と4回に渡りテレフォンゲストとして生出演したり、コーナーゲストでも何度か乱入する形（1983年2月・1985年1月11日・1986年9月5日・1992年7月17日）で登場している。
  - 『いいとも!』における、たけしの出演は1992年夏、『平成教育テレビ』が行われた前日の回「タモリ・さんまの日本一のホラ吹き野郎」のコーナーに出演したのを最後に長らく実現しなかったが、2012年10月1日の「テレフォンショッキング」にてたけし自身が監督を務めた『アウトレイジ ビヨンド』の宣伝も兼ねて約20年ぶりに生出演した。なお、「テレフォンショッキング」として、テレフォンゲストの出演は、24年ぶりの2人での競演が実現した。
  - 2014年3月31日の『いいとも!』レギュラー放送最終回の「テレフォンショッキング」にたけしが番組最後のテレフォンゲストとして出演した。この時、たけしは（実際には翌日の放送はないものの）翌日の友達としてさんまを紹介し、さんまの電話出演という形で3人が共演した。
- FNS番組対抗!なるほど!ザ・春秋の祭典スペシャル（フジテレビ系列）
- FNS超テレビの祭典（フジテレビ系列）
- オールナイトニッポン（ニッポン放送）
  - たけしが『タモリのオールナイトニッポン』に乱入という形で出演する回があった。
  - 1978年7月には『タモリのオールナイトニッポン』の企画として「中洲産業大学 夏期講座 1978」が5日間に渡って高田馬場駅前のFIビル6階にあった「アートスペース」で開催され、タモリ、たけし(ツービートとして相方ビートきよしと共に登場)、所ジョージ、赤塚不二夫、山下洋輔が共演した。
- 今夜は最高!（日本テレビ系列）
  - 1981年5月2日放送。たけしがゲスト出演。
- オールスター感謝祭（TBS系列）
  - たけしが解答者の一人として出演した第1回放送（1991年10月5日）において、タモリが電話出演。直接的な絡みはなかった。

### たけし・さんま
この2人は特に共演が多かったが、2000年頃からしばらくの間は数える程しかなかった。しかし、2007年以降は共演が再び多くなっている。たけしの暴走にさんまが振り回される、という演出が定番である。
- 笑ってる場合ですよ!（1980年 - 1982年、フジテレビ系列）
- オレたちひょうきん族（1981年 - 1989年、フジテレビ系列）
  - たけし・さんまの他にも、島田紳助・片岡鶴太郎・山田邦子などが出演していた。
- ビートたけしのスポーツ大将（1986年、テレビ朝日系列）
- 世界まる見え!テレビ特捜部（1990年 - 、日本テレビ系列）
  - 放送開始当初から1994年までの特番にさんまがスペシャルゲストとして度々出演。その後は長らく出演していなかったが、2014年11月24日に生放送された特番で20年ぶりに出演。以降は春のスペシャル版に出演するのが定例となっている。
- たけし・さんま世紀末特別番組!! 世界超偉人伝説（1992年 - 1998年、日本テレビ系列）
- 北野・明石家の俺たちのワイドショー（1996年、フジテレビ系列）
- たけし・さんまの有名人の集まる店（1997年 - 1999年、フジテレビ系列）
- さんまのまんま（関西テレビ制作・フジテレビ系列）
  - 2001年、2003年、2007年、2016年にたけしがゲスト出演した。
- さんま&所の大河バラエティ!超近現代史!人間は相変わらずアホか!?（2007年・2010年、日本テレビ系列）
  - さんま・所ジョージが司会を務める不定期特別番組。たけしがスペシャルゲストで必ず出演する。
- さんま&岡村のプレミアムトークショー 笑う!大宇宙スペシャル!!（2011年9月20日、日本テレビ系列）
  - さんま・岡村隆史（ナインティンナイン）が司会を務めるトークバラエティ特別番組。たけしがスペシャルゲストで出演。また、たけし・さんまが「お笑いBIG3」の秘密話をした。
- さんま&SMAP!美女と野獣のクリスマススペシャル（日本テレビ系列）
  - 2014年12月23日に生放送された回でスペシャルゲストとしてたけしが出演した。
- さんまでっか!?TV（フジテレビ系列）
  - 2015年7月1日にさんまの60歳の誕生日を記念して生放送された『ホンマでっか!?TV』の特番にたけしがゲスト出演した。
- FNS27時間テレビ（2008年・2009年・2011年 - 2019年・2023年、フジテレビ系列）
  - さんまが出演する「 さんま・中居の今夜も眠れない→明石家さんまのラブメイト10」か「さんまのお笑い向上委員会」でたけしが火薬田ドンに扮してVTRで中継をつないだ。2017年と2018年は事前収録。
- 誰も知らない明石家さんま（日本テレビ系列）
  - 2023年11月26日に『誰も知らない明石家さんま さんまの人生を変えた8人 ビートたけしとの友情秘話を解禁!』として放送された回にたけしがVTR出演。

### タモリ・さんま
さんまは、タモリ司会の『笑っていいとも!』（フジテレビ系列）の長期レギュラー出演者（1984年 - 1995年まで出演）であったため、付き合いは長い。さんまの『いいとも!』降板以降は特別番組などでたまに共演している。
- 森田一義アワー 笑っていいとも!・笑っていいとも!増刊号（フジテレビ系列）
  - 長寿・バラエティ番組の生放送番組。
- 笑っていいとも!特大号（フジテレビ系列）
  - さんまが金曜レギュラー時代は毎年、出演していた（1993年・1994年を除く）。『グランドフィナーレ感謝の超特大号』にはゲストとして出演。
- プレタモリ（フジテレビ系列)
  - 2012年7月17日放送。『FNS27時間テレビ 笑っていいとも!真夏の超団結特大号!!徹夜でがんばっちゃってもいいかな?』の数日前に放送された番宣特番。タモリが『ホンマでっか!?TV』の収録スタジオに登場し、さんまと共演。
- のってシーベンチャー（テレビ朝日系列）
  - 第10回（1980年6月14日放送）にさんまがゲスト出演し、タモリと初共演。
- タモリ&さんまの爆笑タッグマッチ（1987年 - 1992年、日本テレビ系列）
  - 旬の女優数人を招いてのトーク番組。
- 世にも奇妙な物語「偶然やろ?」「スローモーション」（1991年・1992年、フジテレビ系列）
  - タモリがストーリーテラーを務める『世にも奇妙な物語』の中でさんまが主演した話。当時はタモリがエキストラという事で出演しており「偶然やろ?」では物語中盤に出てくる喫茶店の客という役、「スローモーション」では主演のさんま演じる男が自殺し、その野次馬の役ということで共演している。だが、タモリに台詞はなく、会話のシーンは一切ない。
- ジャングルTV 〜タモリの法則〜（TBS系列）
  - さんまが「ジャングルクッキング」のコーナーでゲスト出演した。
- さんまのまんまスペシャル（フジテレビ系列）
  - 2001年の新春スペシャルでタモリがゲストで登場した。
- 今夜は最高!（日本テレビ系列）
  - さんまが数回ゲスト出演。
- ミュージックステーション（テレビ朝日系列）
  - さんまが所ジョージ、工藤静香と共にユニット出演した（1999年6月2日放送で「明石家さんまさんに聞いてみないとネ」を披露）。

## 3人別々の共演

### 日本テレビ開局記念番組
2008年11月28日 - 11月30日の21:00 - 23:24（JST）枠のゴールデンタイム3夜に渡って、日本テレビの開局55年記念特別番組として『BIG3』3人がそれぞれ、以下の冠番組を担当した。
| 放送日         | 放送時間                   | 番組タイトル                                                   |
| -------------- | -------------------------- | -------------------------------------------------------------- |
| 2008年11月28日 | 21:00 - 23:24（2時間24分） | 明石家さんまに聞きたかったのはそういうコトだったのねスペシャル |
| 2008年11月29日 | 21:00 - 23:24（2時間24分） | タモリ教授のハテナの殿堂?                                      |
| 2008年11月30日 | 21:00 - 23:24（2時間24分） | ビートたけしの今まで見たことないテレビ                         |

### フジテレビ開局記念番組
2014年3月1日の19:00 - 23:10（JST）枠のゴールデンタイムにフジテレビの開局55周年記念特別番組として『BIG3』3人がそれぞれ『めちゃ×2感謝してるッ!お笑いBIG3も参戦の4時間超スペシャル』にスペシャルゲスト出演を果たした。
タモリは「ガリタ食堂」改め「モリタ食堂」にナインティナイン・笑福亭鶴瓶と食事、たけしは「たかっしー&ふなっしーが行く!!」に「たけっしー」の着ぐるみを着て出演、さんまは「めちゃギントン」のコーナーにそれぞれゲスト出演をした。

## 評価
- たけしはさんまを「こいつには負けた、と思った数少ない中の1人」と評価する一方で、自身やタモリと違いその教養のなさを指摘している[4]。
- タモリは「俺は自分の才能で番組をやっていない。『いいとも!』なら旬のタレント、『タモリ倶楽部』なら旬の文化人、『ミュージックステーション』なら旬のアーティストを目当てに視聴者がいる。どの番組も俺を目当てに観られていない。たけしやさんまは凄い。あの2人は自分を売りに番組をやっている」と述べている[5]。
- さんまはたけし・タモリとの芸風の違いについて「あの人たちは懐が深いから、一歩引いて相手が出てくるのをポンと打つように、相手の出方をうかがいながらトークを行っているが、一方で自分はどんな時もがむしゃらに前に出ていってトークを展開していく」とその違いを分析している[6]。
- 松本人志（ダウンタウン）はBIG3について、若い時は邪魔な存在と思っていたが、年齢を重ねるにつれてBIG3がまだまだ頑張っていることで「自分もまだやれる」と励みになっていると言っている[7]。
- 岡村隆史（ナインティナイン）はBIG3が30年以上も君臨し続けている状況について、冗談で「そろそろ死んでくれませんか？」と言うなど後輩として、その圧倒的な存在感に半ばお手上げ状態と語っている[8]。
- 長く活躍していることもあり、知名度が高い。2020年7月22日に放送された『水曜日のダウンタウン』の「古今東西 日本人知名度ランキング」[注釈 2]では、1位タモリ（97.4%）・4位さんま（94.3%）・5位たけし（94.2%）という結果だった[9]。

## エピソード
- 桑田佳祐はシングル『君への手紙』のカップリング曲「メンチカツブルース」にBIG3であるタモリ・たけし・さんまの名前を登場させている[10]。また、BIG3全員に楽曲を提供したミュージシャンは桑田のみである[注釈 3][14]。

## 関連人物
- 逸見政孝 - 逸見は進行役としての役割以外に、3人へのツッコミ役[注釈 4]としても実力を発揮し、本番組だけでなくFNS27時間テレビでもBIG3企画に欠かせないホスト役として「BIG3+1」とも言える名物的存在となるが、BIG3を束ねる能力を持つほぼ唯一の人物でもあったため、結果的には逸見の逝去がこの企画の失速につながった。また、逸見自身もゴルフが趣味の一つであるため、各ホールやプレーの状況説明も的確だった。
- 横澤彪
- 三宅恵介
- 荻野繁
- 王東順
- 大岩賞介
- 高田文夫
- 桂邦彦